# Sorbus cibagouensis
Sorbus cibagouensis — вид рослин з родини трояндових (Rosaceae). Видовий епітет вказує на типову місцевість Національний природний заповідник Цибагу.

## Біоморфологічна характеристика
Дерево до 6 метрів заввишки. Гілочки чорнувато-сірі, голі, з дрібними сочевичками. Листки 10–19 см; ніжка листка 1.5–3.0 см; прилистки ланцетні, з цілим краєм, 4–7 мм; пластинки листочків 1.5–4.5 × 0.5–1.2 см, знизу запушені, особливо вздовж жилок, зверху голі. Суцвіття — складений щиток, густоквітковий. Квітки 6–10 мм у діаметрі. Чашолистки трикутні, верхівка ± тупа або гостра, знизу запушені, зверху ± голі. Пелюстки білі, яйцюваті або майже округлі, 3.0–4.5 × 2.5–3.0 мм. Тичинок 20, приблизно вдвічі довші від пелюсток.

## Поширення й умови зростання
Наразі вид відомий лише з типової місцевості в Національному природному заповіднику Цибаго, Тибетський автономний район. Росте під хвойно-широколистяним лісом на 2600–2950 м над рівнем моря, де вздовж маршруту розвідки проживає популяція з щонайменше 50 окремими рослинами.